# Putscheid
Putscheid é uma comuna do Luxemburgo, pertence ao distrito de Diekirch e ao cantão de Vianden.

## Demografia
Dados do censo de 15 de fevereiro de 2001:
- população total: 716
  - homens: 363
  - mulheres: 353

- densidade: 26,39 hab./km²

- distribuição por nacionalidade:

| Nacionalidade  | População | %      |
| -------------- | --------- | ------ |
| luxemburgueses | 603       | 84,22% |
| estrangeiros   | 113       | 15,78% |
| - portugueses  | 42        | 5,87%  |
| - franceses    | 9         | 1,26%  |
| - italianos    |           | 0,00%  |
| - belgas       | 10        | 1,40%  |
| - alemães      | 11        | 1,54%  |
| - iuguslavos   | 7         | 0,98%  |
| - outros       | 34        | 4,75%  |

- Crescimento populacional:

| Ano        | População |
| ---------- | --------- |
| 15/02/2001 | 716       |
| 01/01/2002 | 750       |
| 01/01/2003 | 772       |
| 01/01/2004 | 789       |
| 01/01/2005 | 824       |